# 優素福·阿卜杜拉
優素福·阿卜杜拉（Youssef Abdalla，1998年3月16日—）是一名埃及游泳運動員，主攻50公尺和100公尺仰式項目。他曾獲得阿拉伯游泳錦標賽男子50公尺仰式冠軍。

## 外部連結
- College Swimming （页面存档备份，存于）